# Lịch sử manga

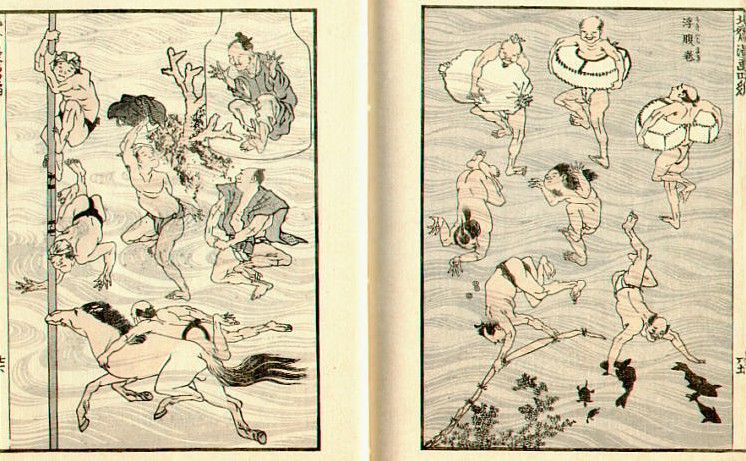
Hình vẽ những người đang tắm trong Hokusai manga.

Lịch sử của manga tức lịch sử của các thể loại truyện tranh Nhật Bản, bắt đầu từ cuối thế kỷ thứ 18. Manga (kanji: 漫画, hiragana: まんが, katakana: マンガ, Hán-Việt: mạn họa) là một thuật ngữ tiếng Nhật dùng để chỉ "truyện tranh" hay "tranh biếm họa", theo nghĩa đen từng chữ là mạn (漫) - tràn đầy và họa (画) - vẽ/bức tranh. Các sử gia và tác gia trong lịch sử manga được miêu tả rất rõ ràng và là một phần trong quá trình hình thành manga hiện đại. Những cách nhìn của họ đối với tầm quan trọng của các thời kỳ không giống nhau, có cách nhìn coi trọng vai trò của các sự kiện văn hóa lịch sử sau Chiến tranh thế giới thứ hai, lại có cách nhìn nhấn mạnh vai trò của văn hóa nghệ thuật Nhật Bản thời kì trước chiến tranh, Minh Trị và trước Minh Trị.

## Trước Chiến tranh thế giới thứ hai
Các tác gia người Nhật như Murakami Takashi đặc biệt nhấn mạnh các sự kiện sau Chiến tranh thế giới thứ hai, nhưng Murakami xem việc Nhật Bản thất bại trong chiến tranh và vụ ném bom nguyên tử xuống Hiroshima và Nagasaki là những vết thương khó lành đối với tinh thần nghệ thuật Nhật Bản, thứ mà theo hướng nhìn nhận này, đã đánh mất đi sự tự tin hùng cường trước đó và giờ đây cố gắng tìm kiếm niềm an ủi trong những hình ảnh trong sáng và dễ thương (kawaii). Tuy nhiên, Takayumi Tatsumi lại nhìn nhận vai trò đặc biệt của nền kinh tế và chủ nghĩa xê dịch trong văn hóa đã tạo nên một nền văn hóa trẻ trung hậu hiện đại và mang tính quốc tế trong hoạt hình, điện ảnh, âm nhạc và các ngành nghệ thuật phổ biến liên quan; theo Tatsumi, điều đó đã tạo nên môi trường thử thách mà manga phát triển.
Đối với Murakami và Tatsumi, chủ nghĩa xê dịch (hay toàn cầu hóa) đặc biệt ám chỉ đến dòng chảy của các vật chất văn hóa và tiểu văn hóa từ một quốc gia này đến một quốc gia khác. Theo cách diễn đạt của họ, thuật ngữ này không chỉ sự mở rộng hợp tác quốc tế, hay du lịch quốc tế, cũng không phải tình hữu nghị xuyên biên giới, mà là những cách thức mà những truyền thống tri thức, thẩm mỹ, nghệ thuật vượt qua biên giới quốc gia và ảnh hưởng lẫn nhau. Một ví dụ về chủ nghĩa xê dịch văn hóa là loạt siêu phẩm Chiến tranh giữa các vì sao (Star Wars) ra đời ở Mĩ, rồi chúng được những nghệ sĩ người Nhật chuyển thể thành manga, và những cuốn manga Chiến tranh giữa các vì sao lại được tiếp thị đến Mĩ. Một ví dụ khác là sự du nhập của văn hóa hip-hop từ Mĩ vào Nhật Bản. Tác giả Wong cũng nhìn nhận vai trò to lớn của chủ nghĩa xê dịch đối lịch sử gần đây của manga.

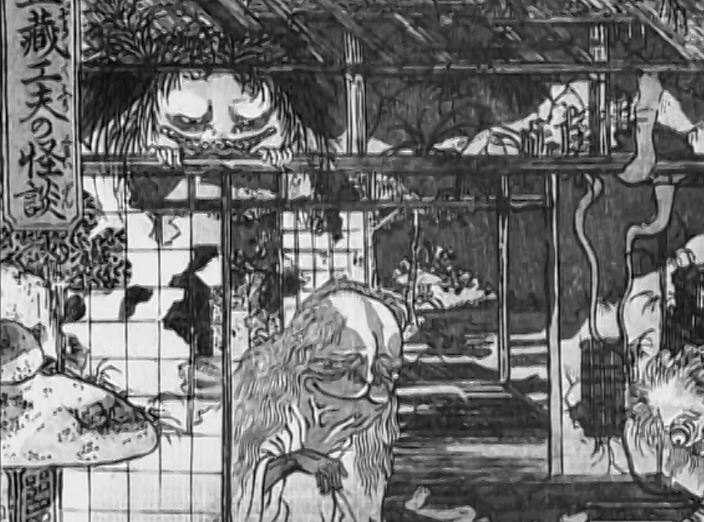
Tranh minh họa khắc gỗ của Nhật Bản từ thế kỷ 19

Tuy nhiên, nhiều tác giả khác lại nhấn mạnh sự tiếp nối của các truyền thống thẩm mỹ và văn hóa Nhật mới là trung tâm của lịch sử manga. Những tác giả này bao gồm Frederik L. Schodt, Kinko Ito, and Adam L. Kern. Schodt chú ý đến sự tồn tại của những bức tranh minh họa trên giấy cuộn từ thế kỷ 13 như Chōjū-jinbutsu-giga, chúng kể những câu chuyện bằng các hình ảnh liên tiếp một cách thông minh và hóm hỉnh. Schodt cũng nhấn mạnh đến tính liên tục của sự ảo tưởng và phong cách mỹ thuật giữa những bức tranh ukiyo-e và shunga với manga hiện đại (cả ba đều thỏa mãn tiêu chuẩn về nghệ thuật liên tục của Will Eisner).
Schodt cũng nhìn nhận vai trò đặc biệt ý nghĩa của kamishibai, một dạng rạp hát đường phố, nơi những nghệ sĩ lưu động trình diễn những bức tranh trong một chiếc hộp có ánh sáng, trong khi họ kể những câu chuyện cho khán giả ngay trên đường phố. Torrance thì chỉ ra những điểm tương tự giữa manga hiện đại và tiểu thuyết phổ biến ở Osaka giữa những năm 1890 và 1940, đồng thời chỉ rõ sự gia tăng số người biết chữ trong thời kỳ Minh Trị và sau Minh Trị đã tạo ra một lượng độc giả của thể loại truyện kể bằng hình ảnh và chữ viết. Kinko Ito cũng suy dẫn lịch sử manga bằng sự tiếp nối nghệ thuật từ nghệ thuật thời Minh Trị Duy Tân, nhưng bà nhìn nhận lịch sử manga hậuChiến tranh thế giới thứ hai như một xu thế một phần bởi nhu cầu độc giả đối với sự giàu hình ảnh và chất tường thuật của truyền thống phát triển manga mới. Ito miêu tả cái cách mà truyền thống này sản sinh ra những thị trường và thể loại mới một cách đều đặn, ví dụ như, thể loại manga cho giới nữ trẻ tuổi (shōjo) trong cuối những năm 1960 và thể loại truyện tranh nữ tính (Josei manga) trong những năm 1980.
Kern từng cho rằng kibyoshi, những cuốn sách ảnh minh họa từ cuối thế kỷ 18, có thể là những cuốn truyện tranh đầu tiên trên thế giới. Những câu chuyện trong đó được kể bằng hình ảnh và có những chủ đề khôi hài, châm biếm, và lãng mạn gần với manga hiện đại. Mặc dù Kern không cho rằng kibyoshi là tiền thân trực tiếp của manga, nhưng theo ông sự tồn tại của kibyoshi dẫu sao cũng cho thấy một sự hòa trộn Nhật Bản giữa từ ngữ và hình ảnh trong môi trường truyện kể phổ biến. Sự ghi chép đầu tiên sử dụng thuật ngữ "manga" nghĩa là "tràn ngập các hình vẽ" hay "các hình vẽ ứng khẩu" xuất phát từ truyền thống này vào năm 1798, được Kern chỉ ra rằng, xuất hiện trước bộ Hokusai Manga nổi tiếng của Katsushika Hokusai vài thập kỷ.
Tương tự, Inoue xem manga là sự hòa trộn giữa các thành phần "hình ảnh chủ đạo" và "từ ngữ chủ đạo", trước thời kỳ Mỹ chiếm giữ Nhật. Theo quan điểm của ông, nghệ thuật hình ảnh chủ đạo của Nhật Bản rốt lại có nguồn gốc từ quá trình lịch sử lâu dài cọ xát với nghệ thuật hội họa Trung Hoa, còn nghệ thuật từ ngữ chủ đạo, như tiểu thuyết, được kích thích bởi nhu cầu kinh tế và xã hội của chủ nghĩa dân tộc thời Minh Trị và trước chiến tranh nhằm thống nhất quần chúng bằng một ngôn ngữ viết thông dụng. Cả hai yếu tố được Inoue coi là đã cộng sinh trong loại hình manga.
Như vậy, những học giả trên đã nhìn nhận lịch sử manga bao hàm những sự tiếp nối và gián đoạn lịch sử giữa văn hóa và nghệ thuật Nhật Bản trước và sau khi chịu tác động của sự đổi mới hậu Chiến tranh thế giới thứ hai cũng như chủ nghĩa xê dịch.

## Sau Chiến tranh thế giới thứ hai

"Kĩ thuật điện ảnh" của Tezuka trong Shin Takarajima (Tân Hòn đảo báu vật).

Manga hiện đại khởi nguồn trong những năm từ 1945 đến thập kỉ 60, khi một nước Nhật của chủ nghĩa dân tộc cực đoan và quân phiệt trước đó xây dựng lại cơ sở hạ tầng kinh tế và chính trị. Mặc dù các chính sách kiểm duyệt của chính quyền chịu sự chiếm đóng của Mĩ tuyệt đối cấm những bài viết và các tác phẩm nghệ thuật ca ngợi chiến tranh và chủ nghĩa quân phiệt Nhật Bản, nhưng những chính sách này lại không ngăn cản việc xuất bản những thể loại khác, bao gồm manga. Thêm vào đó, Hiến pháp Nhật Bản năm 1947 (điều 21) ngăn cấm mọi hình thức kiểm duyệt. Dẫn đến một kết quả là sự bùng nổ của các sáng tạo nghệ thật trong thời kỳ này.
Thuộc hàng tiên phong trong giai đoạn này có hai bộ manga và tuyến nhân vật có ảnh hưởng lớn đến lịch sử manga về sau. Đó là các bộ Tetsuwan Atomu của Tezuka Osamu (bắt đầu năm 1951) và Sazae-san của Hasegawa Machiko (bắt đầu năm 1946).
Astro Boy (trong bộ Tetsuwan Atomu) vừa là một robot siêu cường lại vừa là một cậu bé ngây thơ. Tezuka chưa từng giải thích tại sao Astro Boy lại có một ý thức xã hội phát triển cao đến vậy cũng như kiểu lập trình robot nào có thể làm cho cậu ta có trách nhiệm sâu sắc như vậy. Cả hai dường như là bẩm sinh đối với Astro Boy, chúng miêu tả sự nam tính hướng đến xã hội và cộng đồng Nhật, rất khác với sự tôn thờ hoàng đế và phục tùng quân phiệt trong suốt giai đoạn trước đó ở đế quốc Nhật Bản. Astro Boy nhanh chóng giành được (và duy trì) sự hâm mộ rất lớn tại Nhật Bản và nhiều nơi khác, như một biểu tượng và anh hùng của một thế giới mới hòa bình và gạt bỏ chiến tranh, như được viết trong điều 9 của Hiến pháp Nhật Bản. Những đề tài tương tự cũng được phát triển trong các tác phẩm "Thế giới mới" và "Thủ đô" của Tezuka.
Tương phản với nó, Sazae-san bắt đầu được vẽ năm 1946 bởi Machiko Hasegawa, một nữ nghệ sĩ trẻ, lại vẽ nên một nữ anh hùng đóng thế cho hàng triệu nam giới Nhật Bản đặc biệt là những người phụ nữa mất nhà cửa do chiến tranh. Sazae-san không có một cuộc sống đơn giản và dễ dàng, nhưng giống với Astro Boy, cô có tinh thần trách nhiệm rất cao, cống hiến không chỉ bên trong mà cả bên ngoài gia đình của mình. Đó là một nữ nhân vật có tính cách mạnh mẽ, gây ấn tượng bởi sự đối lập với các quan niệm đạo đức kiểu Khổng Phu đã được thừa nhận về người phụ nữ, đó là phải nhu mì và phục tùng, làm một người "vợ tốt, mẹ hiền" (ryōsai kenbo - りょうさいけんぼ - 良妻賢母), đã ăn sâu từ chế độ quân phiệt trước đó. Sazae-san đối mặt với thế giới bằng sự lạc quan, cái mà Kawai Hayao gọi là một "người phụ nữ biết chịu đựng." Sazae-san bán được hơn 62 triệu bản in trong 50 năm sau đó.
Giữa những năm 1950 và 1969, sự gia tăng lượng lớn các độc giả manga ở Nhật Bản đã làm xuất hiện và củng cố hai thể loại chính trên thị trường, shōnen manga nhắm đến nam thanh thiếu niên và shōjo manga nhắm vào nữ thanh thiếu niên. Đến tận năm 1969, shōjo manga vẫn chủ yếu được vẽ bởi các nam nghệ sĩ dành cho các nữ độc giả trẻ tuổi.
Hai bộ manga nổi tiếng và có ảnh hướng lớn của tác giả nam giới dành cho nữ giới trong thời kỳ này là Ribon no Kishi (Kị sĩ ruy-băng, 1953-1956) của Tezuka và Mahōtsukai Sarii (Pháp sư Sally, 1966) của Matsuteru Yokoyama. Ribon no Kishi là câu chuyện về những chuyện phiêu lưu của công chúa Sapphire của một vương quốc giả tưởng được sinh ra với những linh hồn nam và nữ, với những trận đấu kiếm và sự lãng mạn xóa mờ ranh giới với những vai nam cứng rắn khác. Sarii, nhân vật nữ chính, một công chúa chưa đến 10 tuổi, trong Mahōtsukai Sarii, rời nhà ở thế giới pháp thuật để đến Trái Đất sinh sống, đi học, và sử dụng phép thuật giúp bạn bè của cô và các học sinh trong trường. Mahōtsukai Sarii của Yokoyama chịu ảnh hưởng từ phim truyền hình sitcom Bewitched (Bùa mê) của Mỹ, nhưng không giống Samantha, nhân vật chính của Bewitched, một phụ nữ đã kết hôn sống cùng cô con gái, Sarii là một cô bé nhỏ tuổi phải đối mặt với những vấn đề trên con đường trưởng thành. Mahōtsukai Sarii đã giúp tạo nên một nhánh thể loại manga rất phổ biến ngày nay, mahō shōjo hay "cô gái pháp thuật". Cả hai serie manga nói trên đã và vẫn còn nổi tiếng đến tận ngày nay.